# Choroba Oguchiego
Choroba Oguchiego – rzadka choroba genetyczna o dziedziczeniu autosomalnym recesywnym, objawiająca się upośledzeniem widzenia skotopowego (przedłożeniem adaptacji do widzenia w ciemności). W badaniu fundoskopowym stwierdza się złotawe lub szarawe przebarwienia dna oka. Zabarwienie dna oka znika po 2–3 godzinach przebywania w ciemności (objaw Mizuo-Nakamury); jednocześnie ulega poprawie zdolność widzenia w ciemności. Początek choroby przypada na dzieciństwo; choroba nie postępuje.
Przyczyną choroby są mutacje w genie SAG w locus 2q37.1 kodującym arrestynę lub w genie GRK1 (RHOK) w locus 13q34 kodującym kinazę rodopsyny.
Choroba Oguchiego jest stosunkowo częsta w Japonii, rzadka w Stanach Zjednoczonych i Europie. Schorzenie opisał w 1907 roku japoński lekarz pracujący w szpitalu wojskowym w Tokio, Chuta Oguchi. Jego pacjentem był żołnierz skarżący się na ślepotę zmierzchową; podejrzewany był o symulowanie. Oguchi opisał zmiany na dnie oka u tego pacjenta, odnotował również fakt pokrewieństwa między rodzicami probanta. W 1910 roku opisał dalsze przypadki i stwierdził, że reprezentują nową, nieznaną wcześniej jednostkę chorobową. Termin „choroby Oguchiego” wprowadził do literatury medycznej Jujiro Komoto.